# Carlo Carafa (bispo de Boiano)
Carlo Carafa (falecido a 29 de setembro de 1608) foi um prelado católico romano que serviu como bispo de Boiano (1572–1608) e bispo de Guardialfiera (1567–1572).

## Biografia
No dia 23 de maio de 1567, Carlo Carafa foi nomeado Bispo de Guardialfiera durante o papado de Pio V. No dia 1 de junho de 1567, foi consagrado bispo por Scipione Rebiba, cardeal-sacerdote de Sant'Angelo in Pescheria, com Giulio Antonio Santorio, arcebispo de Santa Severina, e Egidio Valenti, bispo de Nepi e Sutri, servindo como co-consagradores. A 4 de julho de 1572, foi nomeado bispo de Boiano durante o papado de Gregório XIII, onde serviu como bispo até à sua morte a 29 de setembro de 1608.